# El hijo del hombre vino a servir
La frase "el Hijo del hombre vino a servir" se refiere a un episodio concreto del Nuevo Testamento. En el Evangelio de Mateo Mateo 20:20-28 y en el Evangelio de Marcos Marcos 10:35-45, Jesús explica que "vino como Hijo del hombre a dar su vida como rescate". El rescate pagado por el Hijo del hombre es un elemento de una doctrina común de expiación en el cristianismo.
En el Evangelio de Marcos Marcos 10:35-45, este episodio tiene lugar poco después de que Jesús predice su muerte, y luego dice:
{Sabéis que los que son tenidos por gobernantes de los gentiles se enseñorean de ellos, y sus altos funcionarios ejercen autoridad sobre ellos. No es así con ustedes. Al contrario, el que quiera hacerse grande entre vosotros, que sea vuestro servidor, y el que quiera ser el primero, que sea esclavo de todos. Porque el Hijo del hombre no ha venido a ser servido, sino a servir y a dar su vida en rescate por muchos.}
En el Evangelio de Lucas NVI, Jesús expone la importancia de servir:

Surgió también entre ellos una disputa sobre cuál de ellos se consideraba el más grande. Jesús les dijo: "Los reyes de los gentiles se enseñorean de ellos, y los que ejercen autoridad sobre ellos se llaman Benefactores. Pero vosotros no debéis ser así. Al contrario, el mayor entre vosotros debe ser como el más joven, y el que manda como el que sirve. Porque, ¿quién es más grande, el que está a la mesa o el que sirve? ¿No lo es el que está a la mesa? Pero yo estoy entre vosotros como el que sirve

.
La identificación de Jesús con el hijo del hombre en el contexto del Libro de Daniel (7:13-14) sitúa la muerte de Jesús y el rescate que paga en un nivel de protagonismo superior al de la muerte de otros profetas y mártires, incluso la de su contemporáneo Juan el Bautista. Más adelante en el relato del Nuevo Testamento, en Mateo 26:63-64, cuando Jesús se considera el hijo del hombre del que habla el Libro de Daniel, los sumos sacerdotes judíos le acusan de blasfemia.